# Betanzos (Gerichtsbezirk)
Der Gerichtsbezirk Betanzos ist einer der 14 Gerichtsbezirke in der Provinz A Coruña.
Der Bezirk umfasst 16 Gemeinden auf einer Fläche von 1.142,43 km² mit dem Hauptquartier in Betanzos.

## Gemeinden
| Gemeinde                | Einwohner (2024) | Fläche km² | Dichte Einw./km² | Cod INE | Postleitzahl |
| ----------------------- | ---------------- | ---------- | ---------------- | ------- | ------------ |
| Abegondo                | 5.578            | 83,81      | 67               | 15001   | 15318        |
| Aranga                  | 1.799            | 119,65     | 15               | 15003   | 15317        |
| Bergondo                | 6.986            | 32,72      | 214              | 15008   | 15165        |
| Betanzos                | 13.261           | 24,19      | 548              | 15009   | 15300        |
| Coirós                  | 1.931            | 33,87      | 57               | 15027   | 15316        |
| Curtis                  | 4.181            | 116,57     | 36               | 15032   | 15310, 15379 |
| Irixoa                  | 1.326            | 68,59      | 19               | 15039   | 15313        |
| Miño                    | 6.946            | 32,97      | 211              | 15048   | 15630        |
| Monfero                 | 1.818            | 171,67     | 11               | 15050   | 15617, 15619 |
| Oza-Cesuras             | 5.151            | 151,60     | 34               | 15902   | 15380, 15391 |
| Paderne                 | 2.387            | 39,83      | 60               | 15064   | 15314–15319  |
| Pontedeume              | 7.456            | 29,26      | 255              | 15069   | 15600        |
| Sada                    | 17.140           | 27,49      | 623              | 15075   | 15160        |
| Sobrado                 | 1.754            | 120,64     | 15               | 15080   | 15813        |
| Vilarmaior              | 1.252            | 30,35      | 41               | 15091   | 15637        |
| Vilasantar              | 1.229            | 59,22      | 21               | 15090   | 15807        |
| Gerichtsbezirk Betanzos | 80.195           | 1.142,43   | 70               | –       | –            |